# 牧会
牧会（ぼっかい、英:pastoral care）とは、キリスト教の中で、プロテスタントおよび正教会における、牧師・司祭のミニストリー、人間の魂への配慮である。
医学、心理学など世俗の用語としても使われ、英語からパストラルケアとも音写される。
カトリック教会および聖公会では司牧と呼ぶ。

## プロテスタント
牧師のおもな役割は神のみことばの説教である。
キリスト教の神学では、実践神学の牧会学（牧会神学、Pastoral Theology）に含まれる。ジャン・カルヴァンの神学においては、悔い改め、新生 (キリスト教)、聖化と関わりがあった。改革派教会においては、恵みの手段であり、また訓練・戒規とも関わりがある。
ルーテル教会では教理。改革派では教会の訓練。敬虔主義では個人の魂の問題。医学・心理学では治療が重んじられる。
20世紀から牧会心理学（Pastoral psychology）の研究がなされるようになった。パストラルケア、スピリチュアルケアとして、神学から離れて用いられる場合もある。
使徒パウロが記した第一テモテ、第二テモテ、テトス書は牧会書簡と呼ばれる。